# القمة العربية الاستثنائية 2025
القمة العربية الإستثنائية 2025 أو رسميًا القمة العربية غير العادية - قمة فلسطين، هي قمة عُقدت يوم الثلاثاء 4 مارس عام 2025 في مدينة القاهرة بجمهورية مصر العربية برئاسة الرئيس عبد الفتاح السيسي رئيس جمهورية مصر العربية والملك حمد بن عيسى آل خليفة ملك مملكة البحرين رئيس الدورة الثالثة والثلاثون لجامعة الدول العربية وعقدت القمة لبحث تطورات القضية الفلسطينية وصياغة موقف عربي موحد رداً على خطة رئيس الولايات المتحدة الأمريكية دونالد ترامب بشأن تهجير سكان قطاع غزة.

## المشاركين في القمة
| الدولة                   | رئيس الوفد                          | الصورة | المنصب                                                     |
| ------------------------ | ----------------------------------- | ------ | ---------------------------------------------------------- |
| مصر                      | الرئيس عبد الفتاح السيسي            |        | رئيس جمهورية مصرالعربية(رئيس القمة)                        |
| البحرين                  | الملك حمد بن عيسى بن سلمان آل خليفة |        | ملك مملكة البحرين (رئيس الدورة الـ33 لجامعة الدول العربية) |
| الأردن                   | الملك عبدالله الثاني بن الحسين      |        | ملك المملكة الأردنية الهاشمية                              |
| قطر                      | الشيخ تميم بن حمد آل ثاني           |        | أمير دولة قطر                                              |
| الكويت                   | الشيخ صباح خالد الحمد الصباح        |        | ولي العهد                                                  |
| الإمارات العربية المتحدة | الشيخ منصور بن زايد آل نهيان        |        | نائب رئيس مجلس الوزراء رئيس ديوان الرئاسة                  |
| فلسطين                   | الرئيس محمود عباس                   |        | رئيس دولة فلسطين                                           |
| العراق                   | الرئيس الدكتور عبد اللطيف رشيد      |        | رئيس جمهورية العراق                                        |
| سوريا                    | الرئيس أحمد الشرع                   |        | رئيس الجمهورية العربية السورية                             |
| جيبوتي                   | الرئيس إسماعيل عمر جيلي             |        | رئيس جمهورية جيبوتي                                        |
| موريتانيا                | الرئيس محمد ولد الغزواني            |        | رئيس الجمهورية الإسلامية الموريتانية                       |
| لبنان                    | الرئيس جوزاف عون                    |        | رئيس الجمهورية اللبنانية                                   |
| جزر القمر                | الرئيس غزالي عثماني                 |        | رئيس جمهورية القمر المتحدة                                 |
| السودان                  | الرئيس عبد الفتاح البرهان           |        | رئيس مجلس السيادة                                          |
| اليمن                    | الرئيس الدكتور رشاد محمد العليمي    |        | رئيس مجلس القيادة الرئاسي                                  |
| ليبيا                    | محمد يونس المنفي                    |        | رئيس المجلس الرئاسي                                        |
| الصومال                  | حمزة عبدي                           |        | رئيس مجلس الوزراء                                          |
| السعودية                 | الأمير فيصل بن فرحان آل سعود        |        | وزير الخارجية                                              |
| عُمان                     | بدر البوسعيدي                       |        | وزير الخارجية                                              |
| المغرب                   | ناصر بوريطة                         |        | وزير الشؤون الخارجية والتعاون الدولي                       |
| تونس                     | محمد علي النفطي                     |        | وزير الشؤون الخارجية                                       |
| الجزائر                  | أحمد عطاف                           |        | وزير الشؤون الخارجية                                       |
| جامعة الدول العربية      | احمد ابو الغيط                      |        | أمين عام جامعة الدول العربية                               |

### الضيوف
- الأمم المتحدة - انطونيو مانويل غوتيريش الأمين العام
- المجلس الأوروبي - انطونيو كوستا رئيس المجلس الأوروبي

## المخرجات والبيان الختامي
«التأكيد على أن خيارنا الاستراتيجي هو تحقيق السلام العادل والشامل الذي يلُبي جميع حقوق الشعب الفلسطيني، وخصوصا حقه في الحرية والدولة المستقلة ذات السيادة على ترابه الوطني على أساس حل الدولتين، وحق العودة للاجئين الفلسطينيين ويضمن الأمن لجميع شعوب ودول المنطقة، بما في ذلك إسرائيل، استنادا لمبادرة السلام العربية للعام 2002 التي تعبر بثبات ووضوح التزام الدول العربية حل جميع أسباب النزاع والصراعات في المنطقة لإحلال السلام والتعايش المشترك، وإقامة علاقات طبيعية قائمة على التعاون بين جميع دولها. والتأكيد على رفضنا الدائم لجميع أشكال التهجير والعنف والتطرف والإرهاب التي تستهدف زعزعة الأمن والاستقرار وتتنافى مع القيم والمبادئ الإنسانية والقوانين الدولية».

## القادة الغائبون عن القمة
- الجزائر: الرئيس عبد المجيد تبون
- تونس: الرئيس قيس سعيد
- المغرب: الملك محمد السادس بن الحسن
- السعودية: الملك سلمان بن عبد العزيز آل سعود
- العراق: رئيس الوزراء محمد شياع السوداني
- الكويت: الشيخ مشعل الأحمد الجابر الصباح
- عُمان: السلطان هيثم بن طارق
- الإمارات العربية المتحدة: الرئيس محمد بن زايد آل نهيان